# Club Deportivo Elemental Sinfín Balonmano
El Club Deportivo Elemental Sinfín Balonmano, llamado Blendio Sinfín Santander por motivos de patrocinio y conocido popularmente como Balonmano Sinfín, es un club de balonmano de la ciudad de Santander (Cantabria, España). Juega en la División de Honor Plata y ha ascendido a la Liga Asobal en dos ocasiones a lo largo de su historia, en las temporadas 2014-15 y 2017-18.
Fundado el 14 de abril de 2004 por Servando Revuelta Gil. Se trata del tercer equipo cántabro que alcanzó la máxima categoría del balonmano, tras el G. D. Teka y el Clubasa. A pesar de crearse cuatro años antes de la desaparición del histórico Club Balonmano Cantabria, es considerado el heredero oficioso de este equipo.

## Organigrama deportivo

### Jugadores
| N.º | Nombre            | Edad | Posición          | Altura (m) |
| --- | ----------------- | ---- | ----------------- | ---------- |
| 12  | Ernesto Sánchez   | 33   | Portero           | 1.90       |
| 96  | Israel Marín      | 23   | Portero           | 1.83       |
| 4   | Nico Bono         | 25   | Central           | 1.79       |
| 5   | Marcos Domínguez  | 18   | Central           | 1.81       |
| 3   | Gustavo Alonso    | 21   | Lateral izquierdo | 1.84       |
| 6   | Sergio Rubio      | 22   | Lateral izquierdo | 1.83       |
| 31  | Joao Perbelini    | 26   | Lateral izquierdo | 1.94       |
|     | Marc López        | 26   | Lateral izquierdo |            |
| 9   | Stjepan Jozinovic | 24   | Lateral derecho   | 1.93       |
| 23  | Jacob Díaz        | 20   | Lateral derecho   | 1.84       |
| 17  | Diego Monzón      | 22   | Extremo izquierdo | 1.86       |
| 8   | Marcos Aguilella  | 23   | Extremo derecho   | 1.80       |
| 15  | Luis Pla          | 25   | Extremo derecho   | 1.90       |
| 22  | Ángel Basualdo    | 22   | Pivote            | 2.02       |
| 29  | José Manuel Lon   | 46   | Pivote            | 1.93       |
| 33  | Jon Tricas        | 18   | Pivote            | 1.97       |

### Traspasos
Traspasos para la temporada 2023–24
Altas
- Jon Tricas (PI) desde ( Barça Juvenil)
- Marc López (LI) desde ( Barça Atletic)

Bajas
- Omar Sherif (PI) al ( Al Ahly) (Fin de cesión)
- Josip Zaja (LD) al ( BM Ciudad de Logroño)
- Leonardo Alonso (LI) al ( BM Benidorm)
- Mohamed Aly (PO) al ( BM Ciudad de Logroño)
- Nicolás Zungri (LD) al ( Raimond Handball Sassari)
- Óscar García (CE) al ( BM Huesca)
- Alberto Pla (EI) (Retirado)
- Diego Muñiz (PI) (Retirado)

### Cuerpo técnico
- Entrenador: Rubén Garabaya
- Ayte. Entrenador: Luis Miguel Garabaya
- Preparador físico: Javier Palazuelos
- Fisioterapeuta: Luis Pérez
- Oficial: José Luis Palacio
- Médico: Juan José Díaz-Munio

## Historia
El Balonmano Sinfín toma su nombre de un club santanderino de balonmano de los años 50 y 60 denominado Club Manufacturas Sin Fin. El Sinfín fue fundado en 2004, ocupando la plaza en Primera División del SDC Astillero ante la imposibilidad de este club de mantener el equipo en la categoría. El club es en la actualidad el máximo representante del balonmano en Santander, tras la desaparición del histórico BM Cantabria el verano de 2008. Es el séptimo club cántabro que alcanza la segunda categoría del balonmano español tras el referido Teka Cantabria y el Clubasa de Santander (ambos llegaron a la máxima categoría), el Manufacturas Sin Fin, Alisas San Agustín, La Salle Authi de Los Corrales, club del que Teka fue el heredero, y el Cuatrocaños Torrelavega.
El BM Sinfín jugó la temporada 2008-09 en la División de Honor "B" después de varias temporadas en la Primera Nacional, y tras disputar varias fases de ascenso de manera infructuosa en los últimos años. El 14.º puesto alcanzado al acabar la campaña condenaba al club al descenso, pero un acuerdo entre el Barcelona B y el Adelma permitió a los santanderinos conservar su plaza en División de Honor B. En las temporadas 2009-10 (9.º) y 2010-11 (11.º) volvió a lograr la permanencia, mientras que la campaña 2011-12 participó por primera vez en el play-off de ascenso a la Liga ASOBAL, finalizando 3.º y sin lograr el ascenso. En las campañas 2012-13 y 2013-14 logró la permanencia en la División de Honor Plata (8.º y 7.º), no pudiendo entrar en el play-off de ascenso. La temporada 2014-15 fue la del ascenso, tras finalizar 2.º en la liga regular y ganar los 2 partidos de la fase de ascenso disputada en Santander. En la temporada 2015-16 se consiguió el objetivo de la permanencia con suficiencia, pese a contar con uno de los presupuestos más bajos de la categoría.
En la temporada 2020-21, y tras confirmar por cuarto año consecutivo su presencia en la Liga Asobal, obtuvo el subcampeonato de la Copa Asobal contra el F. C. Barcelona.

## Historial de temporadas
Temporadas del Balonmano Sinfín desde su fundación en 2004:
| Temporada | Categoría                 | Puesto        | Notas                                                      |
| --------- | ------------------------- | ------------- | ---------------------------------------------------------- |
| 2004-05   | Primera División Nacional | 5.º (Grupo A) |                                                            |
| 2005-06   | Primera División Nacional | 2.º (Grupo B) |                                                            |
| 2006-07   | Primera División Nacional | 1.º (Grupo B) |                                                            |
| 2007-08   | Primera División Nacional | 1.º (Grupo B) | Asciende                                                   |
| 2008-09   | División de Honor Plata   | 14.º          |                                                            |
| 2009-10   | División de Honor Plata   | 9.º           |                                                            |
| 2010-11   | División de Honor Plata   | 11.º          |                                                            |
| 2011-12   | División de Honor Plata   | 4.º           | 3.º en el play-off de ascenso                              |
| 2012-13   | División de Honor Plata   | 8.º           |                                                            |
| 2013-14   | División de Honor Plata   | 7.º           |                                                            |
| 2014-15   | División de Honor Plata   | 2.º           | 1.º en el play-off y asciende a Asobal                     |
| 2015-16   | Liga Asobal               | 13.º          |                                                            |
| 2016-17   | Liga Asobal               | 16.º          | Desciende                                                  |
| 2017-18   | División de Honor Plata   | 5.º           | 1.º en el play-off y asciende a ASOBAL                     |
| 2018-19   | Liga Asobal               | 11.º          |                                                            |
| 2019-20   | Liga Asobal               | 14.º          | Temporada finalizada en la jornada 19 a causa del COVID-19 |
| 2020-21   | Liga Asobal               | 13.º          |                                                            |
| 2021-22   | Liga Asobal               | 14.º          |                                                            |
| 2022-23   | Liga Asobal               | 12.º          |                                                            |
| 2023-24   | Liga Asobal               | 15.º          | Desciende                                                  |

## Palmarés
| Competición                            | Títulos                               | Subcampeonatos     |
| -------------------------------------- | ------------------------------------- | ------------------ |
| Copa Asobal (0/1)                      |                                       | 2020-21.           |
| División de Honor Plata (0/1)          |                                       | 2014-15.           |
| Fase de Ascenso a la Liga Asobal (2/0) | 2015, 2018.                           |                    |
| Primera Nacional (2/1)                 | 2006-07 (Grupo B). 2007-08 (Grupo B). | 2005-06 (Grupo B). |

## Pabellón y sede
Las cuatro primeras temporadas del club, todas disputadas en la Primera División Nacional de balonmano, el equipo jugó en el pabellón de Numancia, en Santander. A partir de entonces, el club se trasladó al Pabellón Municipal de La Albericia, donde disputa sus partidos de local desde entonces. Está situado en la avenida del Deporte, en Santander. En este pabellón disputó sus encuentros el Club Balonmano Cantabria hasta su traslado al Palacio de Deportes de Santander.